# Барневернет
Барневернет (на норвежки: Barnevern i Norge или Barnevernet) е държавна социална служба в Норвегия, за оказване на подкрепа на деца, подрастващи и родители, които изпитват трудности в семейството. Барневернет може да се намеси и в други случаи, когато прецени, че детето има проблеми, като например, при употребата на наркотици и алкохол.

## Дейност
| година                                   | 2016   | 2017   | 2018   |
| ---------------------------------------- | ------ | ------ | ------ |
| Получени сигнали                         | 58 254 | 58 580 | 57 013 |
| Започнати разследвания                   | 47 865 | 48 732 | 47 279 |
| Приключили разследвания                  | 46 626 | 48 235 | 48 194 |
| Подпомогнати и поставени под надзор деца | 54 620 | 55 697 | 55 623 |
| Брой на служителите                      | 5787.3 | 6004.6 | 6153.4 |

| година | 2008 | 2009 | 2010 | 2011 | 2012 | 2013 | 2014 |
| ------ | ---- | ---- | ---- | ---- | ---- | ---- | ---- |
| деца   | 1135 | 1175 | 1435 | 1486 | 1726 | 1653 | 1665 |

## Критики и противоречия
През 2016 г., 170 норвежки адвокати, социални педагози и психолози пишат отворено писмо до норвежката държава, в което обвиняват „Барневернет“ в несъответстващи по размер на провинението наказания, в напълно погрешни методи, които рушат семейства и в много случаи могат да бъдат сравнени с отвличане на деца от родителите им. Социалната служба не отговаря на тези критики. Според специалистите тя се е превърнала в държава в държавата – напълно недосегаема за контрол, която никога не признава грешки. Една четвърт от отнетите деца са на родители от чуждестранен произход или от смесени бракове.
Отнетите деца се дават на приемни семейства, по-късно отиват в дом, отнемат се правата на родителите и децата се дават за осиновяване в нови семейства. 90% от отнетите деца никога повече не виждат истинските си родители. Такава практика не съществува в нито една друга европейска държава.
През април, 2018 г. съдът в Осло осъжда на 2 г. затвор 56-годишния норвежки психиатър и консултант на Барневернет, Йо Ерик Бройн, за притежанието на над 200 000 снимки и 12 000 видеоклипа, показващи сексуално насилие над деца. Пред съда Бройн признава, че е събирал материалите в продължение на 20 години. След проведеното разследване, предстои да бъдат преразгледани решенията, приети с негово участие.